# 黃文忠 (香港公務員)
黃文忠，香港公務員，現任香港駐柏林經濟貿易辦事處處長。他在早年入讀香港中文大學聯合書院，修讀政治與行政學，並於2008年畢業。及後，他獲香港政府聘任為政務主任，曾任職於民政事務總署及財經事務及庫務局等多個決策局及部門。他在2020年代初獲派至創新科技署擔任助理署長，負責資助計劃事宜，以及監督香港生產力促進局的營運。他在任內推出再工業化企業資助計劃，以及打擊科技券資助詐騙行為，於2024年1月成功搗破林進等人的多個詐騙組織，並隨即收緊申請要求和及後結束計劃。他在2025年中獲港府委任為香港駐柏林經濟貿易辦事處處長，並在接替司徒加敏前拜訪瑞士等轄區的駐港使節，至同年8月11日正式就任。

## 外部連結
- 黃文忠的個人領英頁面

| 政府职务        | 政府职务                                       | 政府职务 |
| --------------- | ---------------------------------------------- | -------- |
| 前任： 司徒加敏 | 香港駐柏林經濟貿易辦事處處長 2025年8月11日至今 | 現任     |